# Галиани, Фердинандо
Фердинандо Галиани (итал. Ferdinando Galiani; 2 декабря 1728, Кьети, Италия — 30 октября 1787, Неаполь, Италия) — итальянский экономист и писатель эпохи Просвещения.

## Биография

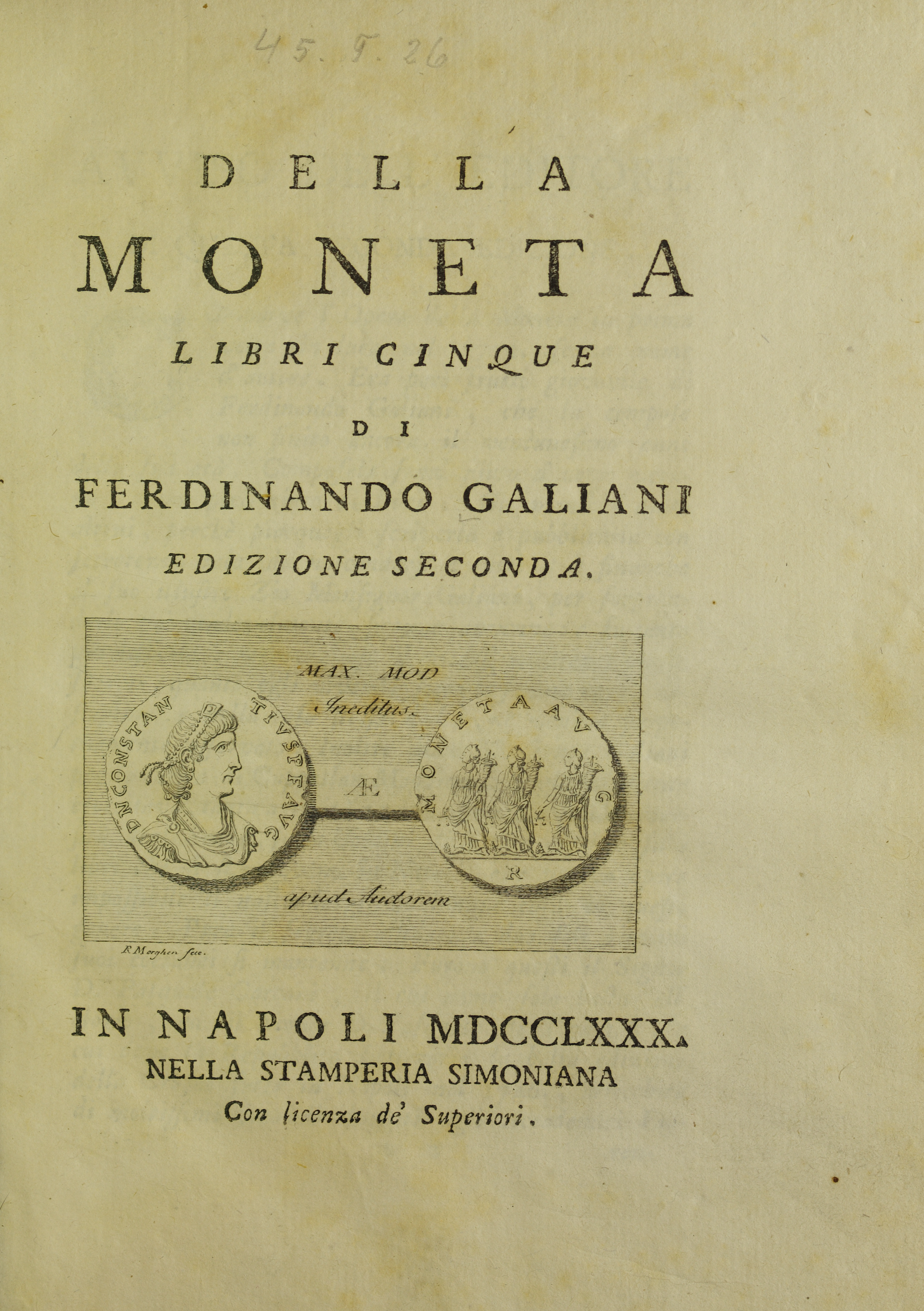
Della moneta, 1780

Двадцати двух лет от роду он уже написал два произведения, которые доставили ему известность далеко за пределами Италии: первое — поэма-шутка на смерть неаполитанского палача, второе — трактат «О деньгах». Галиани рассматривает здесь вопросы о ценности вещей, о налогах, о денежном проценте, о займе, о природе и происхождении банков, о государственных долгах, вексельном курсе и прочие. Он оспаривает мнение, будто высокая цена предметов служит доказательством бедности населения, и утверждает, наоборот, что, за исключением некоторых чрезвычайных случаев, высокая цена предметов свидетельствует о благосостоянии и богатстве страны. Он высказывается также против регулирования процентов и рекомендует смотреть на монету, как на товар. Теория ценности рассматривается в связи с полезностью с указанием на убывание предельной полезности и на эластичность спроса по цене.
В 1755 г. Галиани получил звание каноника в Амальфи, в 1759 г. был назначен сначала секретарем неаполитанского посольства в Париже, а в следующем году стал исполнять обязанности посланника; вскоре он сложил с себя это звание, но остался в Париже. Здесь он вступил в знакомство с энциклопедистами и многими выдающимися общественными деятелями, с которыми потом поддерживал переписку в течение многих лет. Напечатанная им в Париже (в выходных данных по цензурным соображениям был указан Лондон) на французском языке книга «Dialogues sur le commerce des bleds»
(русские переводы П. Кювилье
и М. Драгомирова) создала ему репутацию экономиста и вызвала массу возражений со стороны физиократов, принципы которых она резко затрагивала. («Диалоги» были отредактированы Дени Дидро и Ф. М. Гриммом).

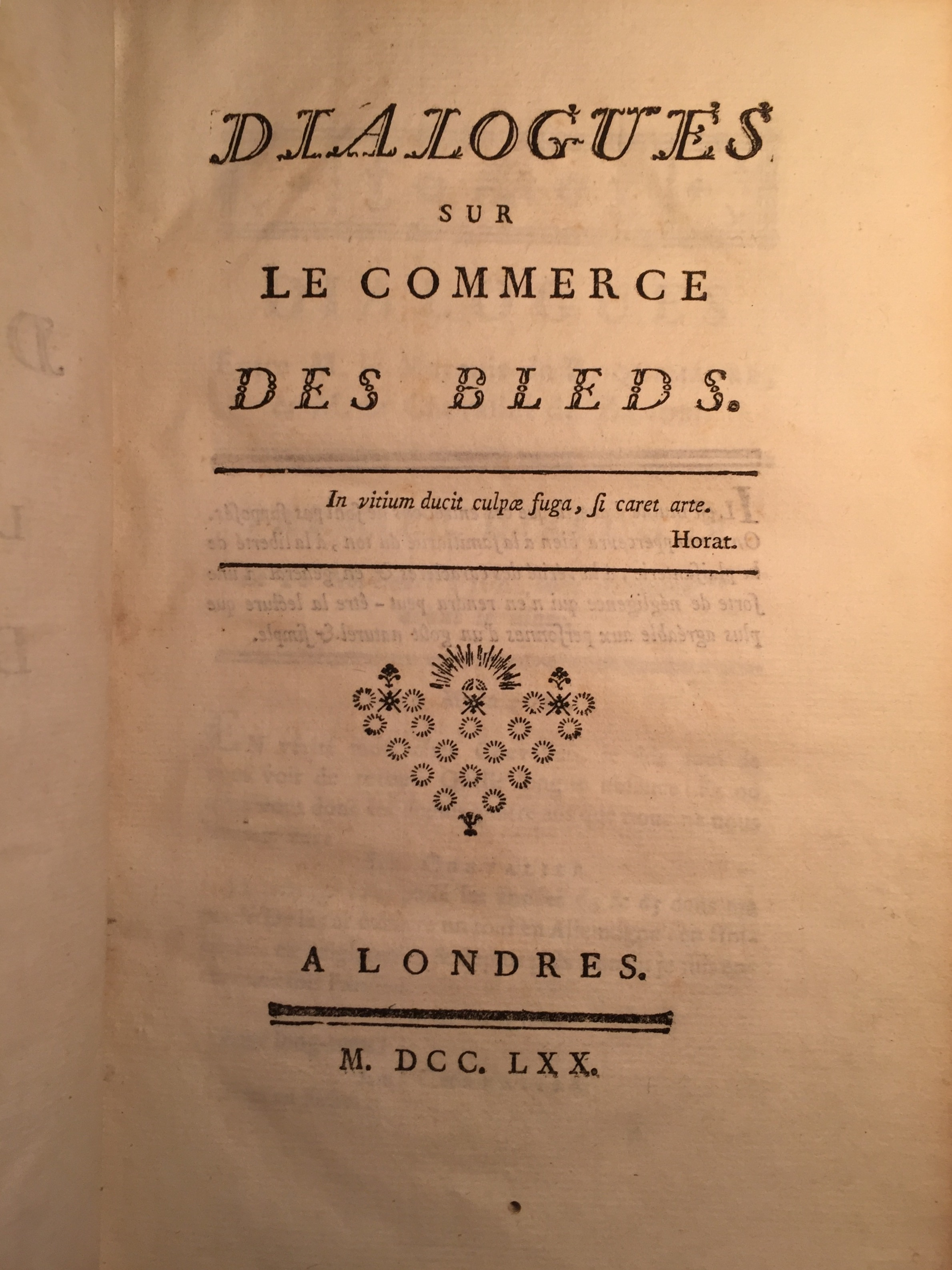
Титульный лист издания 1770 г.

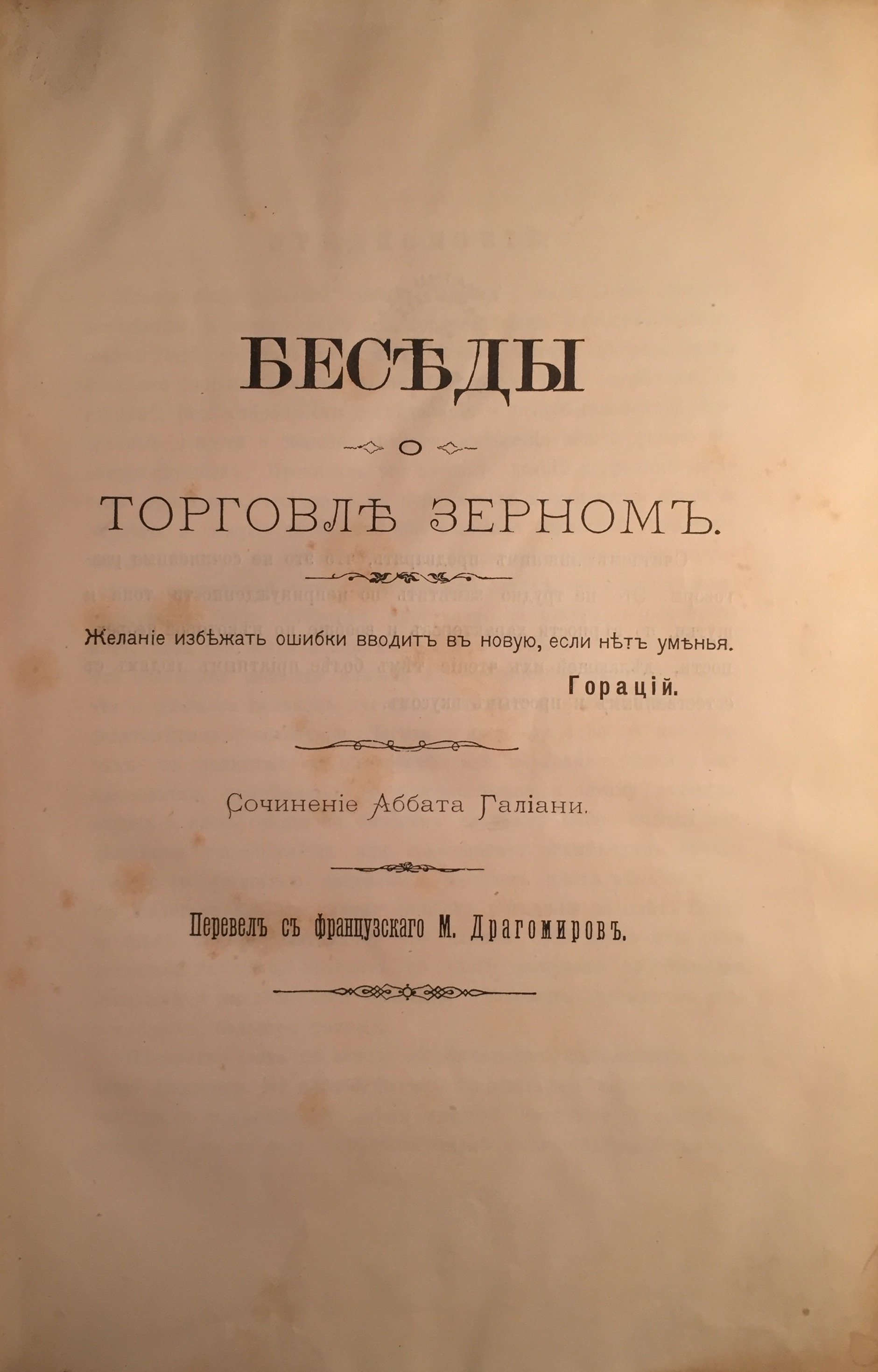
Титульный лист издания 1891 г.

Галиани не решает вопроса в духе абсолютной свободы торговли. В своей переписке он хорошо определил свою точку зрения, сказав: «Я ничего не имею против свободы торговли и даже одобряю её, когда дело касается денег. Но хлеб — предмет особого рода; забота о нём принадлежит полиции, а не торговле». Лучшая система в продовольственном вопросе есть отсутствие всякой системы. При организации продовольственного дела нельзя основываться на примерах других стран, ибо каждая страна находится в своеобразных условиях. В малых государствах с небольшой территорией, но со значительным числом мануфактур и ремесл, общественные запасные магазины, по мнению Галиани, необходимы. Между средними государствами он отличает государства с плодородной почвой (Сицилия, Сардиния, Милан) и с неплодородной (Голландия, Женева и т. п.), и находит, что полная свобода торговли уместна в последних. Чисто земледельческие государства должны постоянно находиться в самом жалком состоянии; только промышленность и морская торговля составляют основу богатства народов.
Достоинство Галиани, сравнительно с физиократами, состоит в том, что вместо абсолютных принципов он ищет более прочных опорных пунктов в указаниях опыта, притом намечая известные пределы государственному вмешательству. Успеху книги много способствовали и её внешние достоинства: она написана лёгким, элегантным языком, богата остроумными критическими замечаниями. Сам Тюрго признал, что её необходимо опровергать, так сильно было её влияние на общественное мнение.
Против Галиани писали многие из физиократов: Дюпон де Немур, Мерсье де Ларивьер, Николя Бодо, Морелле. Галиани был обижен этой полемикой и через посредство мадам д’Эпине и её возлюблённого Гримма добился конфискации брошюры Морелле. Это вызвало сильное раздражение против него в лагере физиократов. В 1769 г. он неожиданно и к великому своему неудовольствию был отозван из Парижа.
Хотя на родине Галиани и занимал выдающиеся должности, но отъезд из Парижа был для него синонимом политической и литературной смерти. Сочинения его были переведены на многие европейские языки. «Беседы о торговле зерном» помещены в «Collection des principaux Economistes» Гийома, с присоединением возражений Морелле. Переписка его выдержала несколько изданий.
Фердинандо Галиани, которого Фридрих Ницше назвал самым умным человеком XVIII века, утверждал, что «от обрабатывающей промышленности можно ждать исцеления двух главных болезней человечества: суеверности и рабства».
В 1781 году был принят в почётные академики российской Императорской академии наук.

## Основные труды
- Della moneta, 1750
- Dialogues sur les commerce des bleds, 1770
  - Беседы о торговле зерном. Сочинение аббата Галиани. Перевел с французского М. Драгомиров. — [Киев]: [тип. Окр. Штаба], [1891].
  - Беседы о торговле зерном: К вопросу об ограничении вывоза сельскохозяйственной продукции. / перевод с фр. М. И. Драгомирова. Изд. 2-е — М.: Книжный дом «ЛИБРОКОМ», 2012—240 с. (Из наследия мировой политологии) ISBN 978-5-397-02719-9
- Doveri dei prìncipi neutrali, 1782